# Bel-Air-Val-d'Ance
Bel-Air-Val-d'Ance is een fusiegemeente (commune nouvelle) in het Franse departement Lozère (regio Occitanie). De plaats maakt deel uit van het arrondissement Mende. Bel-Air-Val-d'Ance is op 1 januari 2019 ontstaan door de fusie van de gemeenten Chambon-le-Château en Saint-Symphorien. De gemeente telde 540 inwoners op 1 januari 2022.

## Geografie
De oppervlakte van Bel-Air-Val-d'Ance bedroeg op 1 januari 2022 41,40 vierkante kilometer; de bevolkingsdichtheid was toen 13 inwoners per km².

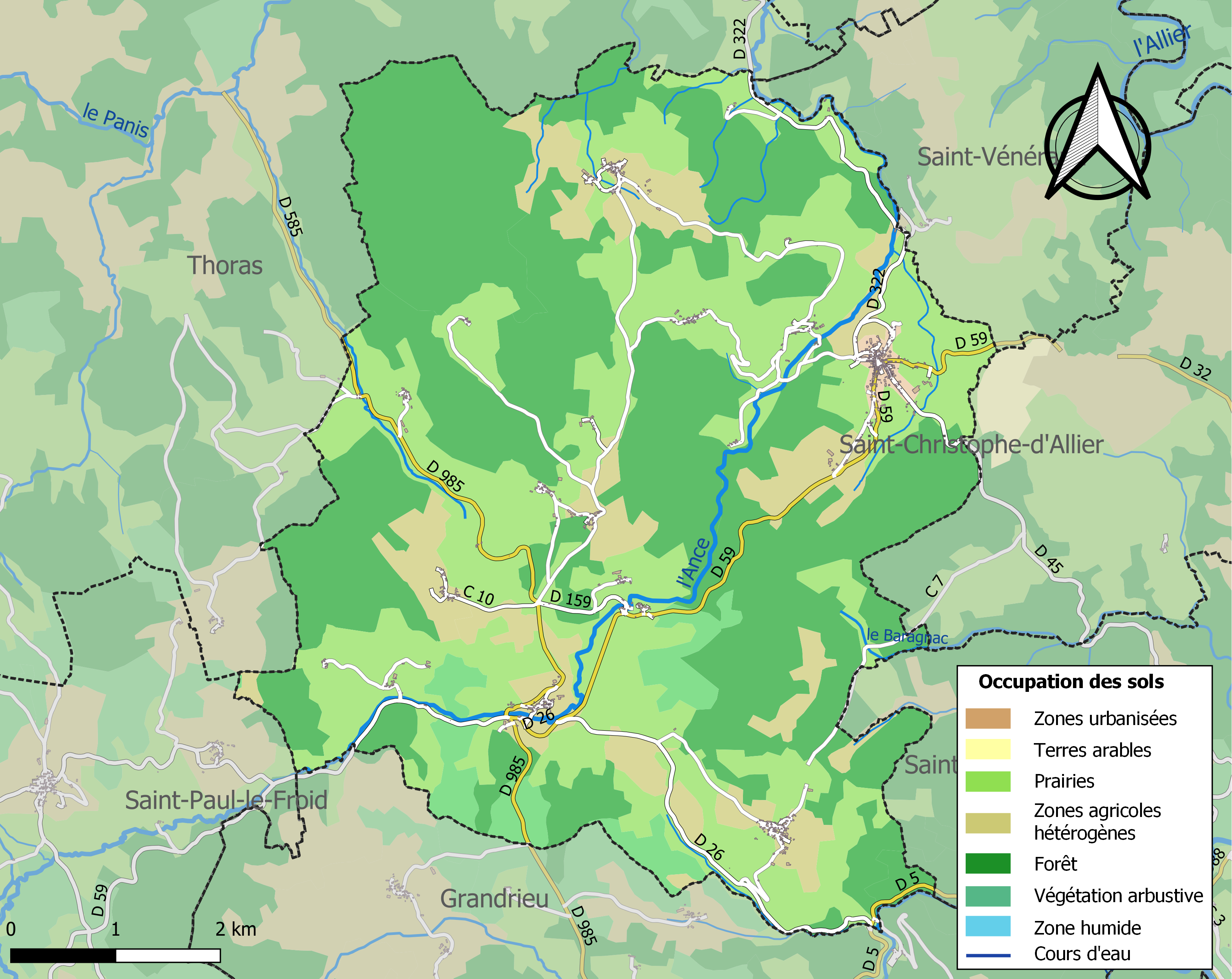
Kaart van de gemeente met de belangrijkste infrastructuur, bodemgebruik en omliggende gemeenten